# Camino Palmero
Camino Palmero - debiutancki album zespołu The Calling, wydany w 2001 roku. Sprzedał się w nakładzie ponad 2 milionów egzemplarzy. Płyta zawiera przebój Wherever You Will Go, a także singel Adrienne. Tytuł płyty pochodzi od nazwy ulicy w Los Angeles, gdzie członkowie zespołu - Alex Band i Aaron Kamin - spotkali się po raz pierwszy.

## Lista utworów
1. Unstoppable - 03:57
2. Nothing's Changed - 04:44
3. Wherever You Will Go - 03:28
4. Could It Be Any Harder - 04:41
5. Final Answer - 04:33
6. Adrienne - 04:30
7. We're Forgiven - 04:31
8. Things Don't Always Turn Out That Way - 04:11
9. Just That Good - 03:54
10. Thank You - 02:57
11. Stigmatized - 04:28
12. Wherever You Will Go - 03:18